# Downtown (Macklemore-&-Ryan-Lewis-Lied)
Downtown ist ein Musikstück von dem US-amerikanischen Hip-Hop-Duo Macklemore & Ryan Lewis aus dem Jahr 2015, welches auf ihrem zweiten gemeinsamen Album This Unruly Mess Ive Made erschien. Downtown wurde im Juli 2015 mit den Leadsängern Eric Nally, Melle Mel, Kool Moe Dee und Grandmaster Caz aufgenommen. Der offizielle Release fand am 27. August 2015, einhergehend mit der Veröffentlichung des Musikvideos auf YouTube, statt. Ein Jahr nach der Veröffentlichung hatte das Video über 126 Millionen Aufrufe.

## Stil

### Musik
Laut Produzent Ryan Lewis ist der Stil der Single und des Videos in die späten 1970er-Jahre bzw. in die frühen 1980er-Jahre einzuordnen und es wurde versucht, die Genres Hip-Hop und Rock ’n’ Roll miteinander zu verbinden. Zudem lassen sich Einflüsse von Funk, Glam-Pop, und Rap feststellen.

### Video
Das aufwendig produzierte Musikvideo entstand unter der Regie von Jason Koenig, welcher auch bei den Musikvideos zu Can’t Hold Us und White Walls Regie führte. Zudem waren Macklemore & Ryan Lewis selbst an der Produktion des Videos beteiligt. Als Kulisse diente Ryan Lewis’ Heimatstadt Spokane im US-Bundesstaat Washington. Im Video ist der ehemalige US-amerikanische Baseballspieler Ken Griffey jr. zu sehen.

## Kritiken
Von vielen Seiten wurde der Vergleich zu Mark Ronsons Uptown Funk geschlagen und Downtown als Hip-Hop-Variante dessen beschrieben. Weiterhin wird die humorvolle Darbietung, dargestellt sowohl in den Lyrics als auch visuell in dem dazugehörigen Video, herausgestellt. Extrem kritische Stimmen kamen 2015 von dem US-amerikanischen Magazin Time, in welcher das Lied in den Top 10 (of the) Worst Songs (englisch für: Die 10 schlechtesten Songs) gelistet wurde.

## Kommerzieller Erfolg

### Chartplatzierungen
Die Erstplatzierung von Downtown erfolgte am 12. September 2015 in den US-amerikanischen Billboard Hot 100 auf Platz 94. Auf den Release von Downtown folgten in den ersten zwei Tagen 11.000 Downloads und 886.000 Streaming-Aufrufe, welche fast ausschließlich durch die Aufrufe des Musikvideos generiert wurden. In der darauffolgenden Woche platzierte sich die Single nach einer Performance auf den MTV Video Music Awards auf Platz 18 der Billboard Hot 100 und es wurden 95.000 digitale Kopien abgesetzt. In den Vereinigten Staaten wurde Downtown in dieser Woche 5,7 Mio. Mal gestreamt. Die höchste Chartplatzierung in den Billboard Hot 100 erfolgte am 31. Oktober 2015 auf Platz 12. Im November 2015 wurden in den USA bis dahin 772.000 Kopien abgesetzt. In Australien erfolgte die Erstplatzierung am 13. September 2015 auf Platz 9 der Australian Single Charts. Die letzte australische Platzierung erfolgte am 13. März 2016 auf Platz 45.
In den deutschen Singlecharts stieg der Song am 4. September 2015 auf Platz 39 ein und wurde am 11. Dezember 2015 auf Position 74 letztmals gelistet. Die höchste Chartperformance von Downtown erfolgte auf Platz 30 und war insgesamt 15 Wochen in den deutschen Charts vertreten.
Downtown wurde als Musikuntermalung in den Trailern für die US-amerikanischen Filme Dirty Grandpa und Pets verwendet.
| ChartsChartplatzierungen       | Höchstplatzierung | Wochen |
| ------------------------------ | ----------------- | ------ |
| Deutschland (GfK)              | 30 (15 Wo.)       | 15     |
| Österreich (Ö3)                | 45 (12 Wo.)       | 12     |
| Schweiz (IFPI)                 | 48 (9 Wo.)        | 9      |
| Vereinigte Staaten (Billboard) | 12 (20 Wo.)       | 20     |
| Vereinigtes Königreich (OCC)   | 11 (23 Wo.)       | 23     |

| ChartsJahrescharts (2015)      | Platzierung |
| ------------------------------ | ----------- |
| Vereinigte Staaten (Billboard) | 84          |
| Vereinigtes Königreich (OCC)   | 95          |

### Auszeichnungen für Musikverkäufe
Downtown wurde weltweit mit 1× Gold und 9× Platin ausgezeichnet. Damit wurde die Single über zwei Millionen Mal verkauft.
| Land/Region                  | Auszeichnungen für Musikverkäufe (Land/Region, Auszeichnung, Verkäufe) | Verkäufe  |
| ---------------------------- | ---------------------------------------------------------------------- | --------- |
| Australien (ARIA)            | 5× Platin                                                              | 350.000   |
| Belgien (BRMA)               | Gold                                                                   | 15.000    |
| Italien (FIMI)               | Platin                                                                 | 50.000    |
| Neuseeland (RMNZ)            | 3× Platin                                                              | 90.000    |
| Vereinigte Staaten (RIAA)    | Platin                                                                 | 1.000.000 |
| Vereinigtes Königreich (BPI) | Platin                                                                 | 600.000   |
| Insgesamt                    | 1× Gold · 11× Platin ·                                                 | 2.105.000 |

Hauptartikel: Macklemore/Auszeichnungen für Musikverkäufe